# الملك الأول 10
يعدّ الفصل العاشر من سفر الملوك الأول جزءًا من أسفار الملوك في التناخ العبري، أو سفر الملوك الأول في العهد القديم من الكتاب المقدس المسيحي . هذا السفر عبارة عن مجموعة من السجلات التي دوّنها مؤلف سفر التثنية في القرن السابع قبل الميلاد، وتوثق أعمال ملوك إسرائيل ويهوذا، مع إضافة ملحق في القرن السادس قبل الميلاد. ويندرج هذا الفصل ضمن القسم الذي يتناول فترة حكم سليمان للمملكة الموحدة، يهوذا وإسرائيل (الملوك الأول 1-11). ويركز الفصل العاشر تحديدًا على إنجازات سليمان .

## نص
كُتب هذا الإصحاح في الأصل باللغة العبرية، ومنذ القرن السادس عشر، تم تقسيمه إلى تسع وعشرين آية

### شهود نصيون
تتبع بعض المخطوطات القديمة التي تحوي نص هذا الإصحاح باللغة العبرية تقليد النص الماسوري، ومن بينها المخطوطة القيصرية (895)، ومخطوطة حلب (القرن العاشر)، ومخطوطة لينينجرادينسيس (1008).
يوجد أيضًا ترجمة اللغة اليونانية العامية تُعرف باسم لترجمة السبعينية، والتي أُنجزت في القرون القليلة التي سبقت الميلاد. من بين المخطوطات القديمة الباقية للترجمة السبعينية، نذكر مخطوطة الفاتيكان ( ب ؛ {\displaystyle {\mathfrak {G}}} ب ؛ القرن الرابع) والمخطوطة الإسكندرية ( أ ؛ {\displaystyle {\mathfrak {G}}} أ ؛ القرن الخامس).

## زيارة ملكة سبأ (10: 1-13)

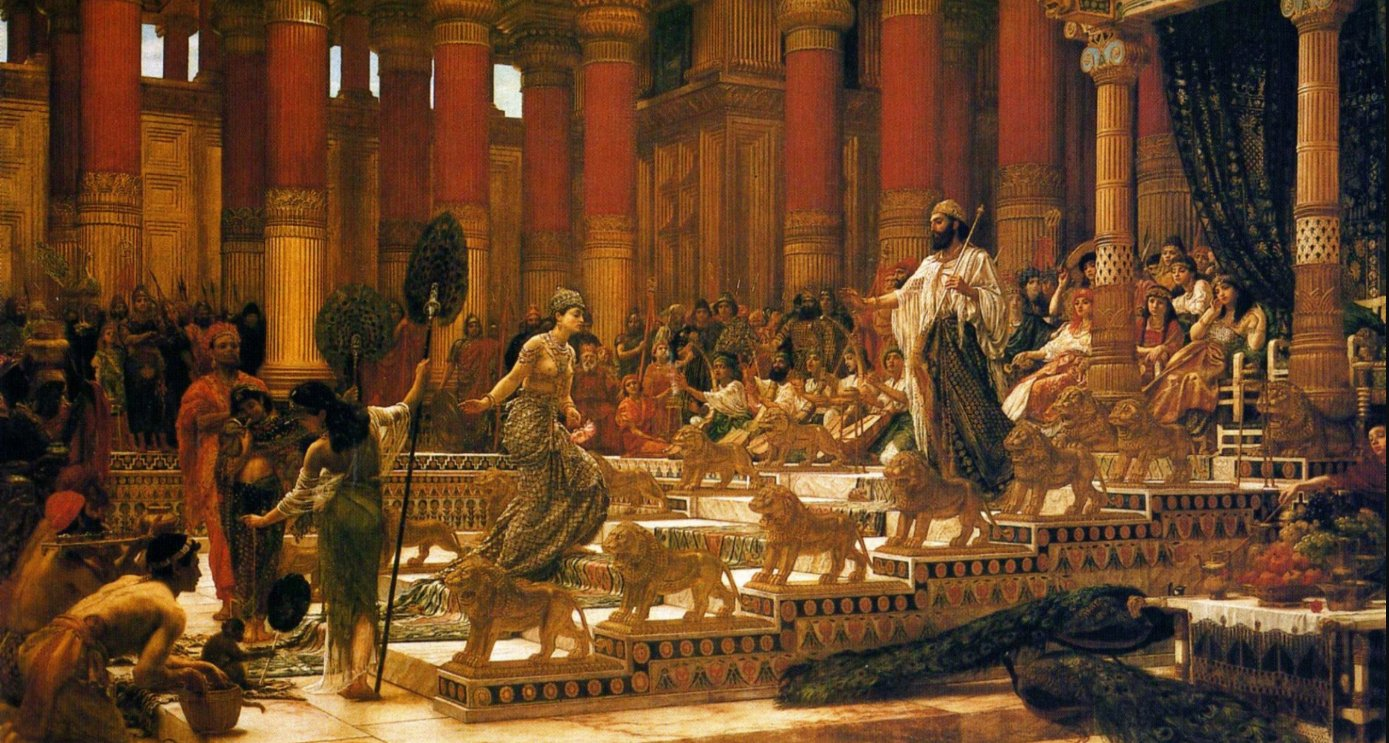
لوحة تصور زيارة ملكة سبأ لبلاط الملك سليمان في القدس، للفنان إدوارد بوينتر (1836-1919)